# Yasmin Liverpool
Yasmin Liverpool (* 15. Januar 1999) ist eine britische Sprinterin, die sich auf den 400-Meter-Lauf spezialisiert hat.

## Sportliche Laufbahn
Erste internationale Erfahrungen sammelte Yasmin Liverpool im Jahr 2019, als sie bei den U23-Europameisterschaften im schwedischen Gävle mit der britischen 4-mal-400-Meter-Staffel in 3:32,91 min die Silbermedaille hinter dem Team aus Polen gewann. Bei den World Athletics Relays 2021 in Chorzów belegte sie in 3:18,87 min den fünften Platz in der Mixed-Staffel.

## Bestleistungen (Auswahl)
- 400 Meter: 51,73 s, 16. Mai 2021 in Nuneaton
- 400 Meter: 52,21 s, 23. August 2020 in Nuneaton[1]